# (9788) Yagami
(9788) Yagami ist ein Asteroid des äußeren Hauptgürtels, einem Asteroidenfeld zwischen Mars und Jupiter. Der Asteroid wurde am 11. März 1995 vom japanischen Amateurastronomen Takao Kobayashi am Oizumi-Observatorium (IAU-Code 411) entdeckt. Das Oizumi-Observatorium befindet sich in Ōizumi in der Präfektur Gunma. Sichtungen des Asteroiden hatte es schon vorher gegeben: am 4. Januar 1989 unter der vorläufigen Bezeichnung 1989 AV3 am australischen Siding-Spring-Observatorium sowie am 6. und 14. August 1991 (1991 PS19) am La-Silla-Observatorium in Chile.
Der mittlere Durchmesser des Asteroiden wurde mit 10,443 km (± 0,163) berechnet, die Albedo mit 0,093 (± 0,020).
Der Asteroid gehört zur Themis-Familie, einer Gruppe von Asteroiden, die nach (24) Themis benannt wurde. Die zeitlosen (nichtoskulierenden) Bahnelemente von (9788) Yagami sind fast identisch mit denjenigen von drei kleineren (wenn man von der absoluten Helligkeit von 15,6, 16,5 und 17,0 gegenüber 13,5 ausgeht) Asteroiden: (113098) 2002 RV74, (396983) 2005 SK13 und (463346) 2012 QT10.
(9788) Yagami wurde am 29. August 2015 nach der japanischen Singer-Songwriterin Junko Yagami (* 1958) benannt. In der Widmung wird besonders hingewiesen auf ihr Lied Polar Star hingewiesen sowie auf ihre Hilfsaktionen nach dem Tōhoku-Erdbeben 2011. Der Yagami Fluctus hingegen, ein erstarrtes Lavastromfeld auf der Südhalbkugel der Venus, wurde im Jahr 2000 nach der japanischen Erdgöttin Yagami benannt, Frau des Gottes O-kuninusi.